# Alwill Baier
Alwill Baier (* 27. September 1811 in Altenkirchen (Rügen); † 1. September 1892 in Greifswald; vollständiger Name: Alwill Hermann Baier) war ein deutscher Philosoph und Theologe an der Universität Greifswald.

## Leben

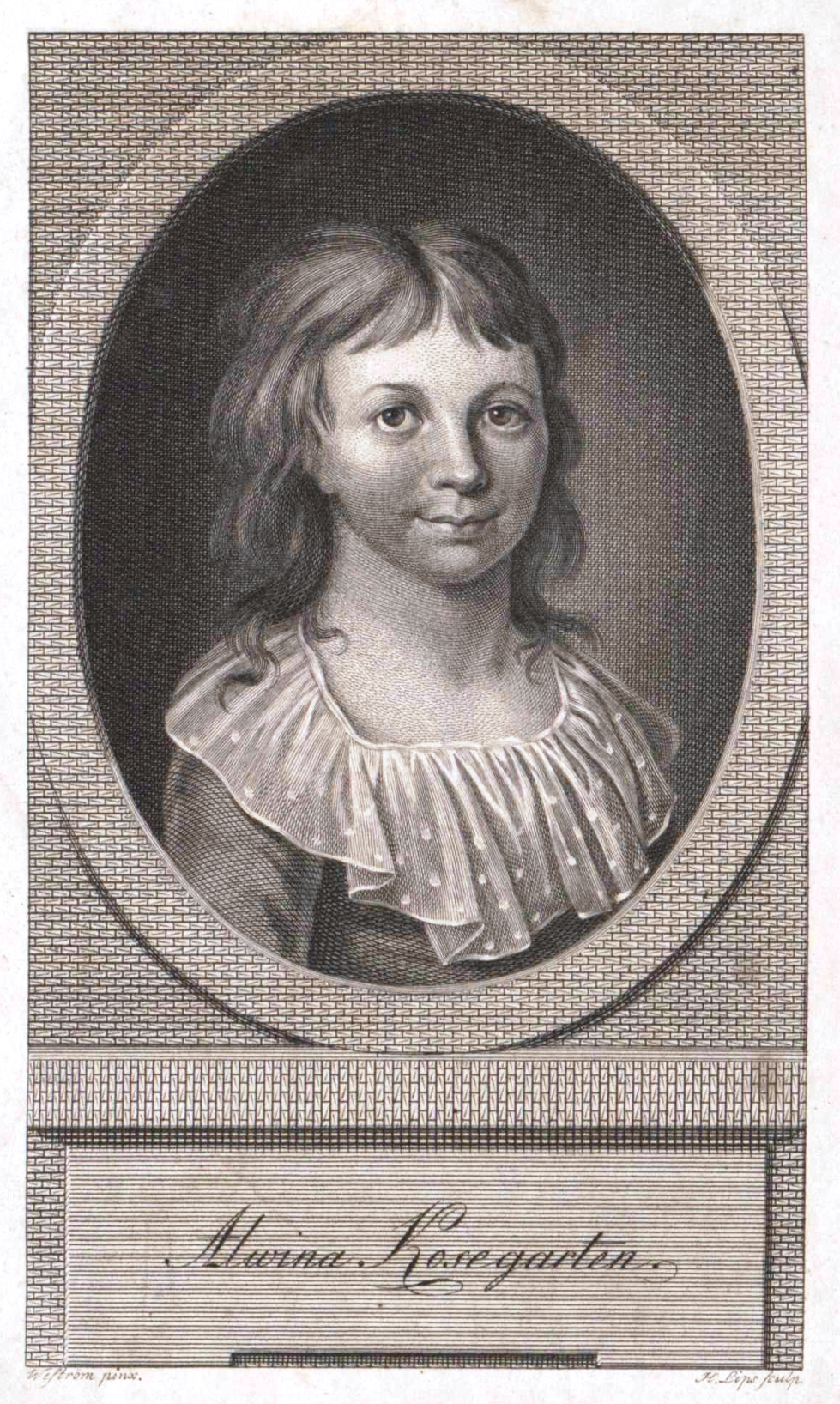
Alwine Kosegarten, Mutter von Alwill Baier

Alwill Baier war ein Sohn des Pastors Hermann Baier (1775–1822) und dessen Frau Alwine (1789–1864), einer Tochter von Ludwig Gotthard Kosegarten. Er wurde im Haus der Eltern erzogen, die sich dem Pietismus zugewandt hatten. Nach dem unerwarteten Tod des Vaters übernahm Friedrich Heinrich Ranke seine Erziehung und ging mit ihm nach Nürnberg. Dort besuchte er bis 1826 das Erziehungsinstitut des Reformpädagogen Heinrich Dittmar, wo Ranke als Lehrer arbeitete. Danach kehrte Alwill Baier nach Neuvorpommern zurück und besuchte das Greifswalder Gymnasium. Ab 1830 studierte er an der Universität Greifswald Theologie. Philologische Vorlesungen hörte er bei Georg Friedrich Schömann, einem Freund seines Vaters. Schon bald ging er für kurze Zeit an die Universität Halle, wo er die Vorlesungen von Heinrich Leo besuchte. Um Hegel zu hören, immatrikulierte er sich zum Wintersemester 1831 an der Friedrich-Wilhelms-Universität in Berlin. Hegel starb jedoch bereits im November 1831 und Baier wandte sich wieder der Theologie unter Friedrich Schleiermacher zu, mit dem er aufgrund der gemeinsamen Beziehungen zur Insel Rügen auch persönlich verkehrte. 
Am 15. Juli 1836 wurde Alwill Baier in Greifswald zum  Lic. theol. promoviert. Im folgenden Jahr habilitierte er sich dort an der theologischen Fakultät. Am 29. Mai 1844 wurde er außerordentlicher Professor der Theologie. Wegen seiner freisinnigen theologischen und politisch gemäßigt liberalen Einstellung wurde ihm durch das preußische Kultusministerium, auch nach der Promotion zum Dr. theol. durch die Universität Kiel, die Erlangung einer ordentlichen theologischen Professur verwehrt. Daher nahm er 1856 das Angebot einer ordentlichen Professur in der philosophischen Fakultät an. Er hielt Vorlesungen über spekulative Philosophie. 1864 war er Rektor der Hochschule.
1886 wurde ihm der Titel eines Geheimen Regierungsrates verliehen. In seinen letzten Lebensjahren konnte er wegen einer Erkrankung sein Haus nicht mehr verlassen. Weiter an Philosophie, Geschichte und Literatur interessiert, korrespondierte er mit Gleichgesinnten wie Wilhelm Vatke (1806–1882), Karl von Hase (1800–1890) und Eduard Zeller (1814–1908). Daneben hatte er eine umfangreiche Bibliothek sowie Gemälde und Kupferstiche gesammelt.

## Schriften
- Symbolik der christlichen Confessionen und Religionspartheien. 1854.
- Aus der Vergangenheit, akademische Reden und Vorträge. 1891.